# 拉諾瓦河
拉諾瓦河是俄羅斯的河流，屬於普羅尼亞河的右支流，由梁贊州和利佩茨克州負責管轄，河道全長166公里，流域面積約5,550平方公里，河水主要來自融雪，每年十一月至翌年四月結冰。